# Coprinoscolex ellogimus
Il coprinoscoleco (Coprinoscolex ellogimus) è un animale vermiforme estinto appartenente agli echiuridi (Echiura). I suoi resti fossili si rinvengono esclusivamente nel giacimento a conservazione eccezionale di Mazon Creek (Illinois), risalente al Carbonifero medio (Pennsylvaniano, circa 320 milioni di anni fa).

## Descrizione
I fossili appartenenti a questa specie consistono in resti di un organismo vermiforme dal corpo moderatamente allungato, lungo meno di cinque centimetri, dal contorno vagamente ovoidale. Una cuticola esterna ricopriva il corpo annulato ed era presente una proboscide all'estremità anteriore. Sembra che a un terzo del corpo vi fosse una sorta di strozzatura, ma l'assenza di parti dure e la semplicità della forma del coprinoscoleco non permettono di condurre osservazioni ulteriori sulla fisiologia e la morfologia di questo animale. Di certo, i fossili mostrano un apparato digerente convoluto e, a volte, sono presenti pallottole fecali sotto forma di strutture simili a un grano di riso.

## Classificazione
Il coprinoscoleco è il più antico rappresentante noto degli echiuridi, un phylum poco noto di animali vermiformi dotati di una proboscide non retrattile, che consta attualmente di circa 150 specie viventi. Questi animali sono esclusivi dei fondali marini, e abitano una quantità di ambienti che vanno dal fondo sabbioso a quello roccioso; generalmente vivono in acque poco profonde, ma non mancano le specie che si spingono negli abissi.